# 莫爾泰尼鄉
44°40′N 25°14′E / 44.667°N 25.233°E
莫爾泰尼鄉（羅馬尼亞語：Comuna Morteni, Dâmbovița），是羅馬尼亞的鄉份，位於該國南部，由登博維察縣負責管轄，面積53平方公里，海拔高度190米，2007年人口2,992，人口密度每平方公里56人。